# Alexis François Boyenval
Alexis François Boyenval, né le 28 juillet 1784 à Paris où il est mort le 15 janvier 1854, est un peintre français.

## Biographie
Alexis François Boyenval est le fils Nicolas Francois Boyenval et de Jeanne Angélique Charlotte Descoins.
Élève de Jean-Victor Bertin et de David, il expose au Salon de 1817 à 1852.
Il obtient une médaille de deuxième classe au Salon de 1819, en section paysage.
En 1824, il épouse Marie Julie Motel.
Il meurt à son domicile du quai des Célestins, à l'âge de 69 ans.

## Œuvres exposées aux Salons parisiens
- Saint Louis rendant la justice dans le bois de Vincennes, au Salon de 1817
- Philippe Auguste et Marie d’Isembourg, au Salon de 1819
- Restes d’une Eglise gothique, au Salon de 1819
- Un Coup de Vent pendant l'orage, et des Cavaliers pressés par le mauvais tems [sic], au Salon de 1821 (Douai)
- Justine de Lévis et le damoisel Louis de Puytendre, au Salon de 1822
- Un paysage, temps orageux, au Salon de 1822
- Un moulin à eau, au Salon de 1824
- Une jeune femme au milieu d'une ruine, au Salon de 1824
- François Ier recevant Charles-Quint ait château de Chambord, lors du passage de ce prince sur les terres de France en 1539, au Salon de 1824
- Henri IV, au Salon de 1827
- Une usine ; vue prise dans le Berry, au Salon de 1827
- Intérieur de la cour du Conservatoire des arts et métiers à Paris, au Salon de 1827 (Toulouse)
- L’Hermite et le Chevalier (sujet tiré de Waltter Scott), au Salon de 1827  (Toulouse)
- Une vue de Normandie, au Salon de 1827
- Paysage ; sujet tiré de Walter-Scott, au Salon de 1831
- Noce Normande s'embarquant sur la rivière d'Aumale, au Salon de 1833 (Valenciennes, Douai, Paris)
- Vue de l'ancien château de Langé, près de Valençay, dans le Berry, au Salon de 1834
- Une promenade sur l'eau ; vue prise aux environs de Saint-Julien (Jura), au Salon de 1835
- Une promenade sur l'eau, vue prise dans les environs de Saint-Julien (Jura), au Salon de 1835 (Valenciennes)
- Vue de l'ancien château Langé, près de Valençay, dans le Berry, au Salon de 1835 (Valenciennes)
- Paysage ; effet de soleil couchant, au Salon de 1837
- Restes d'un abbaye, autrefois fortifiée ; Franche-Comté, au Salon de 1838
- Paysage ; site montagneux des environs de Digne ; fixé à l'huile, au Salon de 1840
- Vue d'une ferme près de Limours (Seine-et-Oise), au Salon de 1842
- Le retour de la chasse au vol ; paysage, au Salon de 1845
- Paysages avec figures, au Salon de 1845 (Boulogne-sur-Mer)
- Le chevrier ; paysage, au Salon de 1846
- La visite à la ferme. Vue prise dans la vallée de Saint-Vaast, au Salon de 1849
- Portrait de Mlle A., au Salon de 1850
- Une habitation villageoise à Goupillières (Seine-et-Oise), au Salon de 1850
- Paysage ; le départ des faneurs, au Salon de 1852